# 保工街道
保工街道，曾是中华人民共和国辽宁省沈阳市铁西区下辖的一个乡镇级行政单位。2019年12月，撤销保工街道，所辖辖区并入兴顺街道。

## 行政区划
保工街道下辖以下地区：
。